# Cuphea beneradicata
Cuphea beneradicata är en fackelblomsväxtart som beskrevs av Alicia Lourteig. Cuphea beneradicata ingår i släktet blossblommor, och familjen fackelblomsväxter. Inga underarter finns listade i Catalogue of Life.